# Stipa purpurea
Stipa purpurea är en gräsart som beskrevs av August Heinrich Rudolf Grisebach. Stipa purpurea ingår i släktet fjädergrässläktet, och familjen gräs. Inga underarter finns listade i Catalogue of Life.